# Paso de los Toros
Paso de los Toros è una città dell'Uruguay che appartiene al dipartimento di Tacuarembó, il quale è situato sulla riva nord del Río Negro. Attualmente è la seconda città per popolazione del dipartimento di Tacuarembó, dopo la città di Tacuarembó.

## Geografia
Paso de los Toros è situata sul margine nord del Río Negro, deve la sua origine alla sua caratteristica di passo obbligato per l'attraversamento di detto fiume. Il transito da una sponda all'altra si realizzava per mezzo di un guado conosciuto come Paso General de los Toros (e successivamente detto Paso de los Toros), luogo dove i mandriani erano conosciuti come "uomini toro" per la loro forza ed il loro coraggio nell'aiutare carri e gente ad attraversare il fiume.

## Storia
Dopo la morte di Antonio Guerrero, nel 1802 suo figlio Juan Guerrero vendé i terreni del guado a Ángel Bálsamo (il quale vi impiantò uno spaccio ed un magazzino), che poi diede in eredità a suo figlio Eufrasio Bálsamo ed alla moglie di questi, Isabel Rosas.
Nel 1865 gli eredi di Eufrasio Bálsamo e Isabel Rosas, per ampliare la località affidarono 340 ettari ad Enrique Pachiotti e Herminio Areco, i quali iniziarono le procedure per fondare un paese col nome di Santa Isabel, in omaggio a Isabel Rosas.
Il primo atto per formalizzare la fondazione di Paso de los Toros ebbe luogo quando il senatore Ricardo Areco (fratello di Herminio Areco) presentò un progetto di legge per la dichiarazione ufficiale di comune con il nome di Santa Isabel, la località di Paso de los Toros, seppure il fu progetto archiviato. Questo progetto di legge fu preso nuovamente in considerazione durante il governo di José Batlle y Ordóñez, grazie ai deputati del dipartimento di Tacuarembó Carlos Roxlo, Luis Bonasso e Antonio María Rodríguez, i quali ottennero che il 17 de luglio 1903, mediante la legge nº 2.854, che la località fosse dichiarata da parte del Parlamento del Uruguay come comune col nome di Santa Isabel.
Grazie al progetto di legge emesso dai deputati del dipartimento de Tacuarembó Celiar Ortiz e Mario Menéndez, il villaggio di Santa Isabel fu promosso a la categoria de paese da parte del Parlamento dell'Uruguay, il 20 di novembre del 1929, con la legge nº 8.523. Questa azione legale assegno anche alla località il nome di Paso de los Toros.
Successivamente, il 1º luglio 1953, la località ottenne la categoria di città, grazie alla legge nº 11.962.
Con un progetto di legge emesso dal rappresentante del dipartimento de Tacuarembó, Julio Cardozo, si dichiarò festivo il 17 luglio del 2003, per celebrare il centenario della fondazione di Paso de los Toros.

## Popolazione
Nel 2011, Paso de los Toros aveva una popolazione di 12.985, che la rende la seconda più grande città del dipartimento, dopo la capitale Tacuarembó.
| Anno | Popolazione |
| ---- | ----------- |
| 1908 | 4.963       |
| 1963 | 11.359      |
| 1975 | 13.032      |
| 1985 | 13.026      |
| 1996 | 13.315      |
| 2004 | 13.231      |
| 2011 | 12.985      |

Source: Instituto Nacional de Estadística de Uruguay